# Bošín (Křinec)
Bošín (německy Boschin) je vesnice v okrese Nymburk, je součástí obce Křinec. Nachází se 2 km na severozápad od Křince. Vesnicí prochází silnice II/275. Je zde evidováno 62 adres. Zástavba vsi je od roku 1995 chráněna jako vesnická památková rezervace.

## Historie
První písemná zmínka o vesnici pochází z roku 1352.

## Pamětihodnosti
Dominantou vesnice jsou dva kostely vzdálené jen 100 m: katolický kostel Nanebevzetí Panny Marie u hlavní silnice a evangelický kostel bošínského sboru Českobratrské církve evangelické na jihozápad od něj.

## Fotogalerie

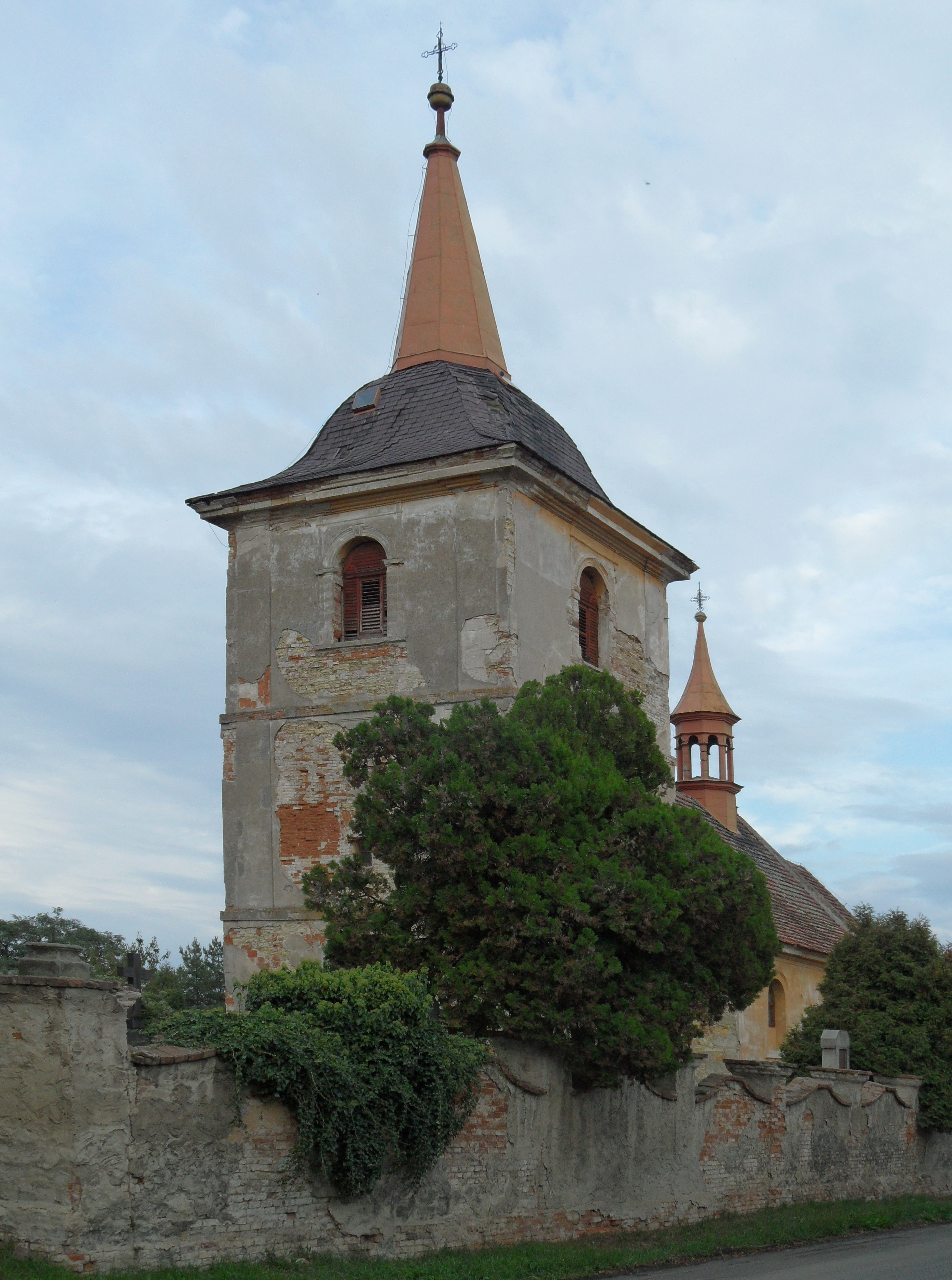
Kostel Nanebevzetí Panny Marie
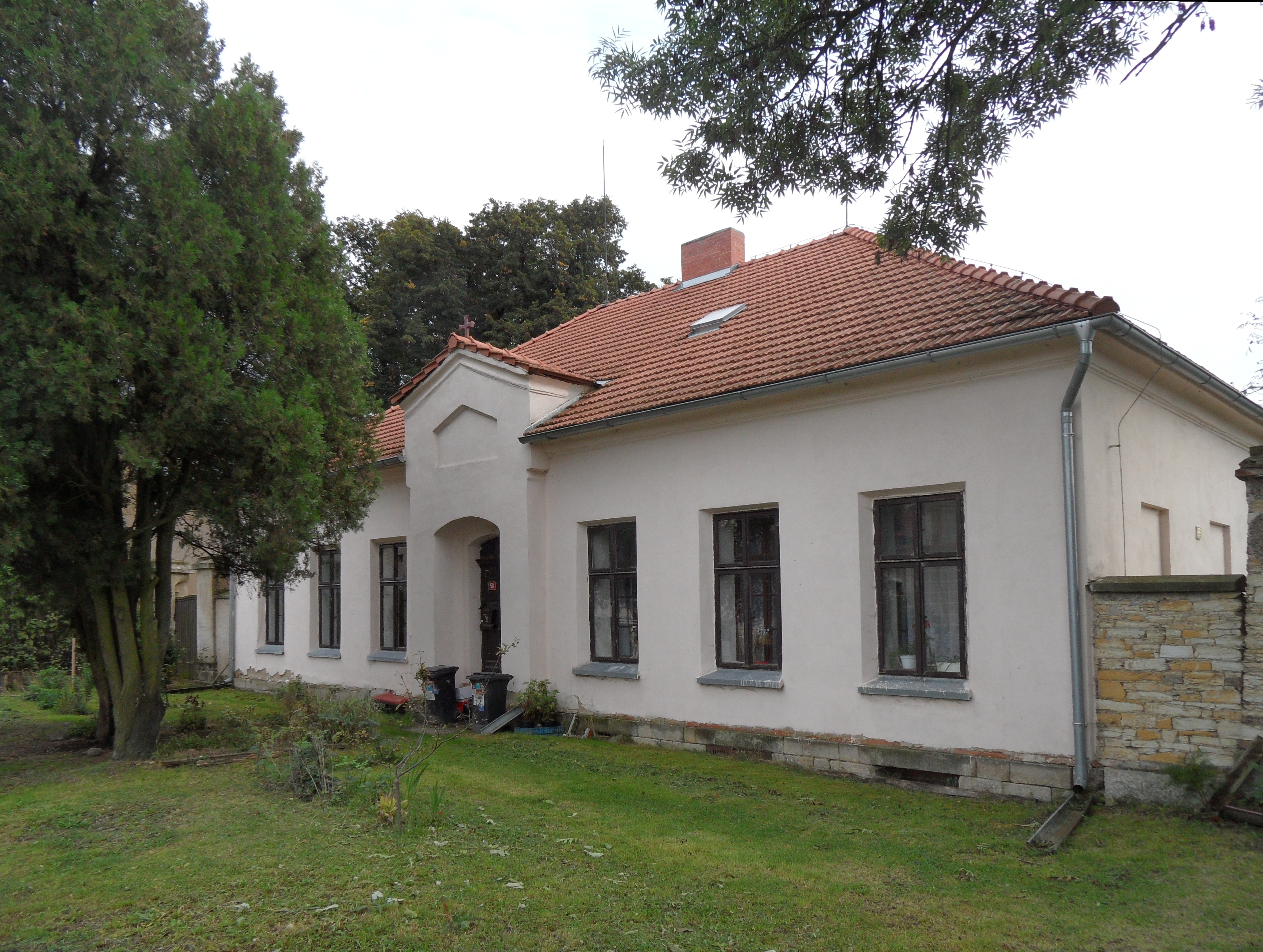
Římskokatolická fara
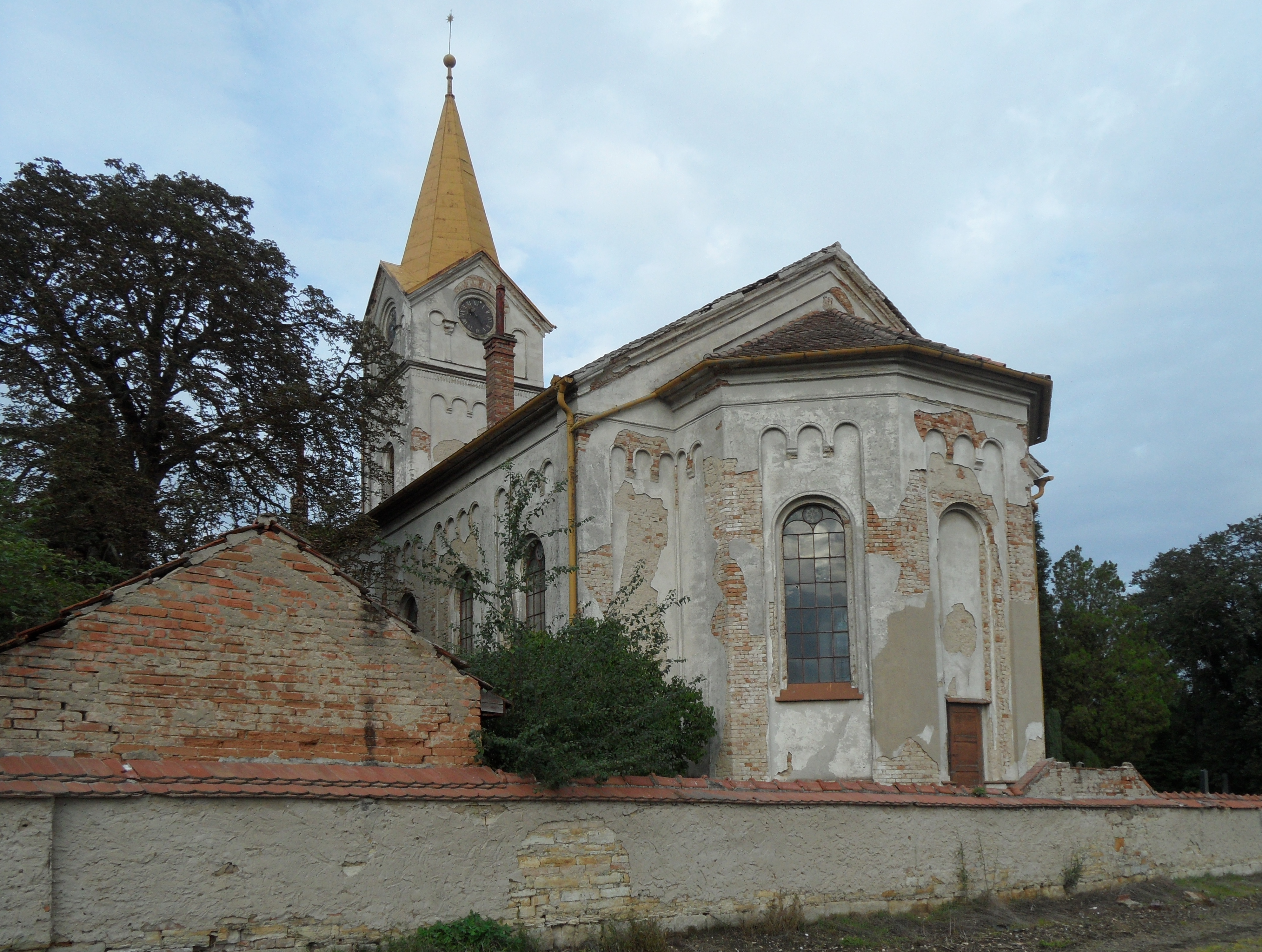
Evangelický kostel
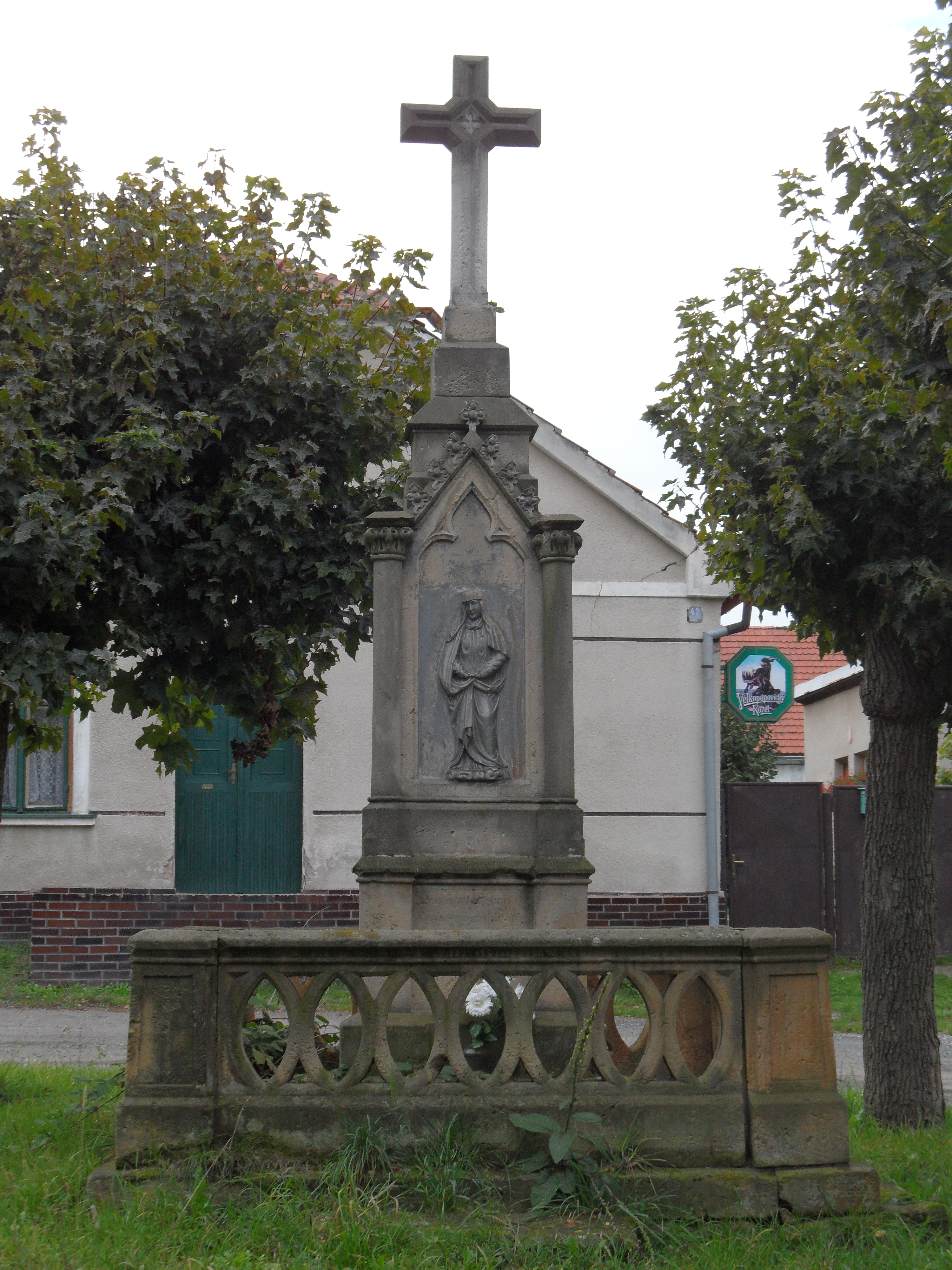
Křížek na návsi
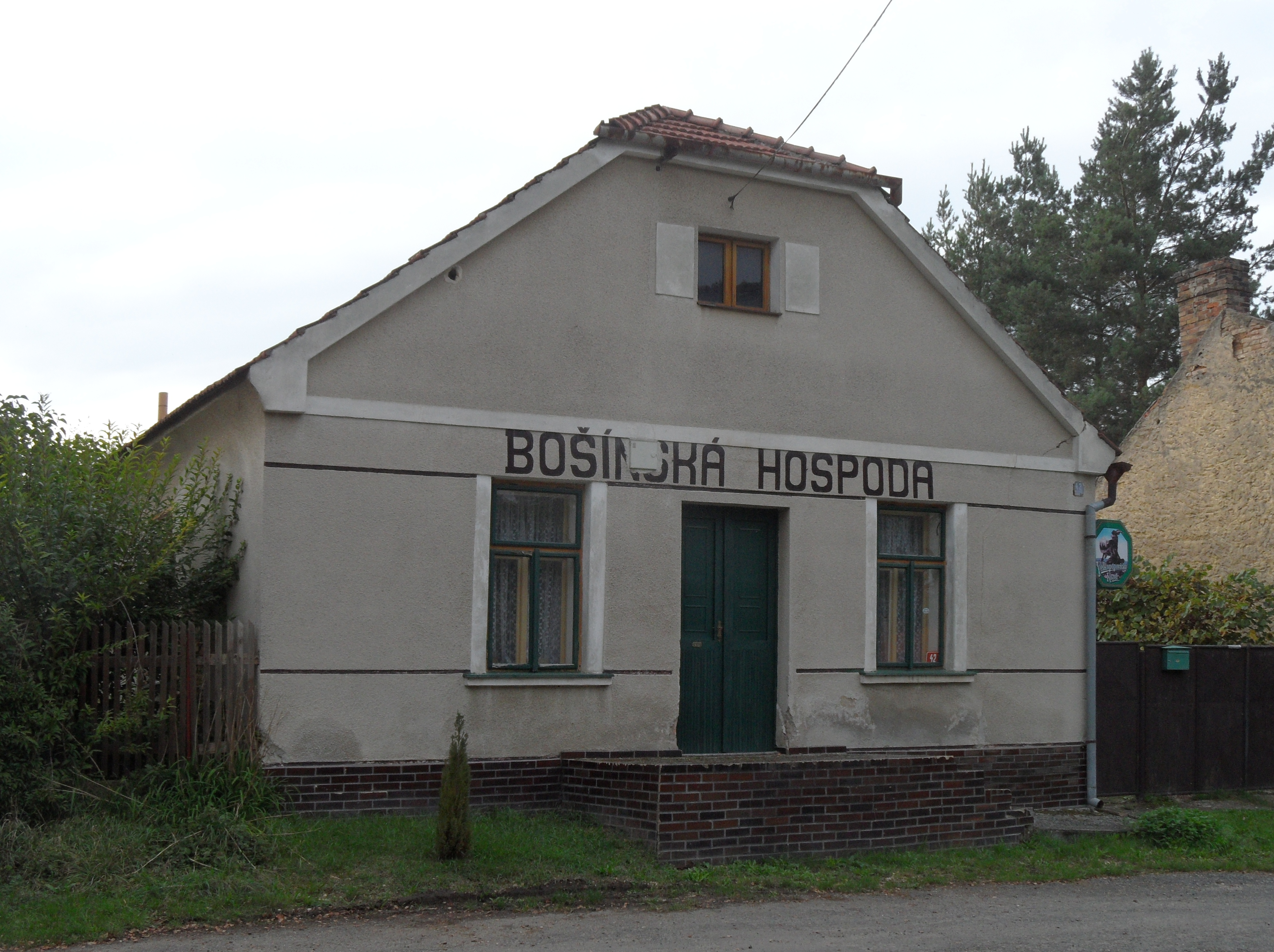
Hospoda čp. 2
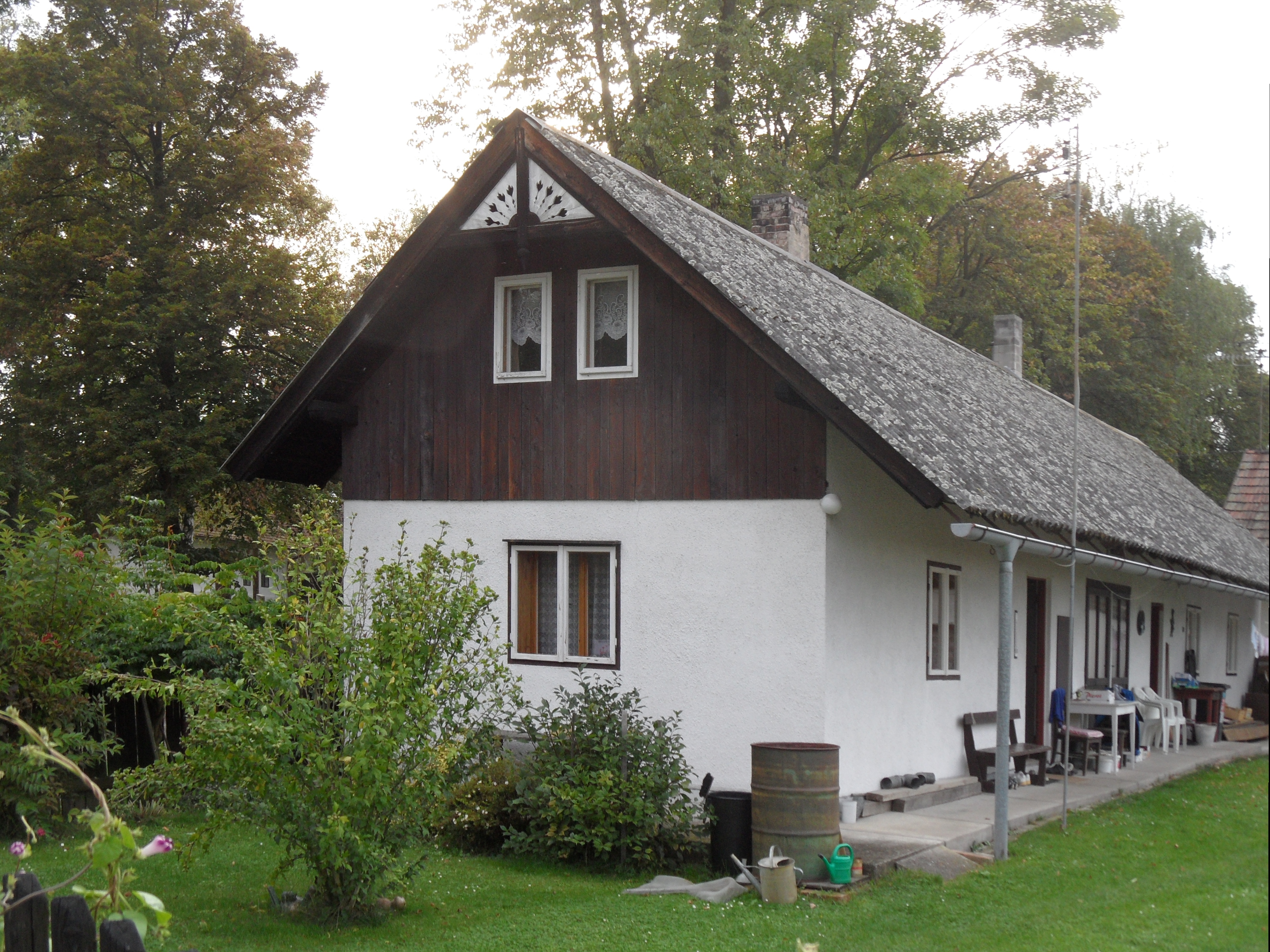
Památkově chráněná chalupa čp. 54
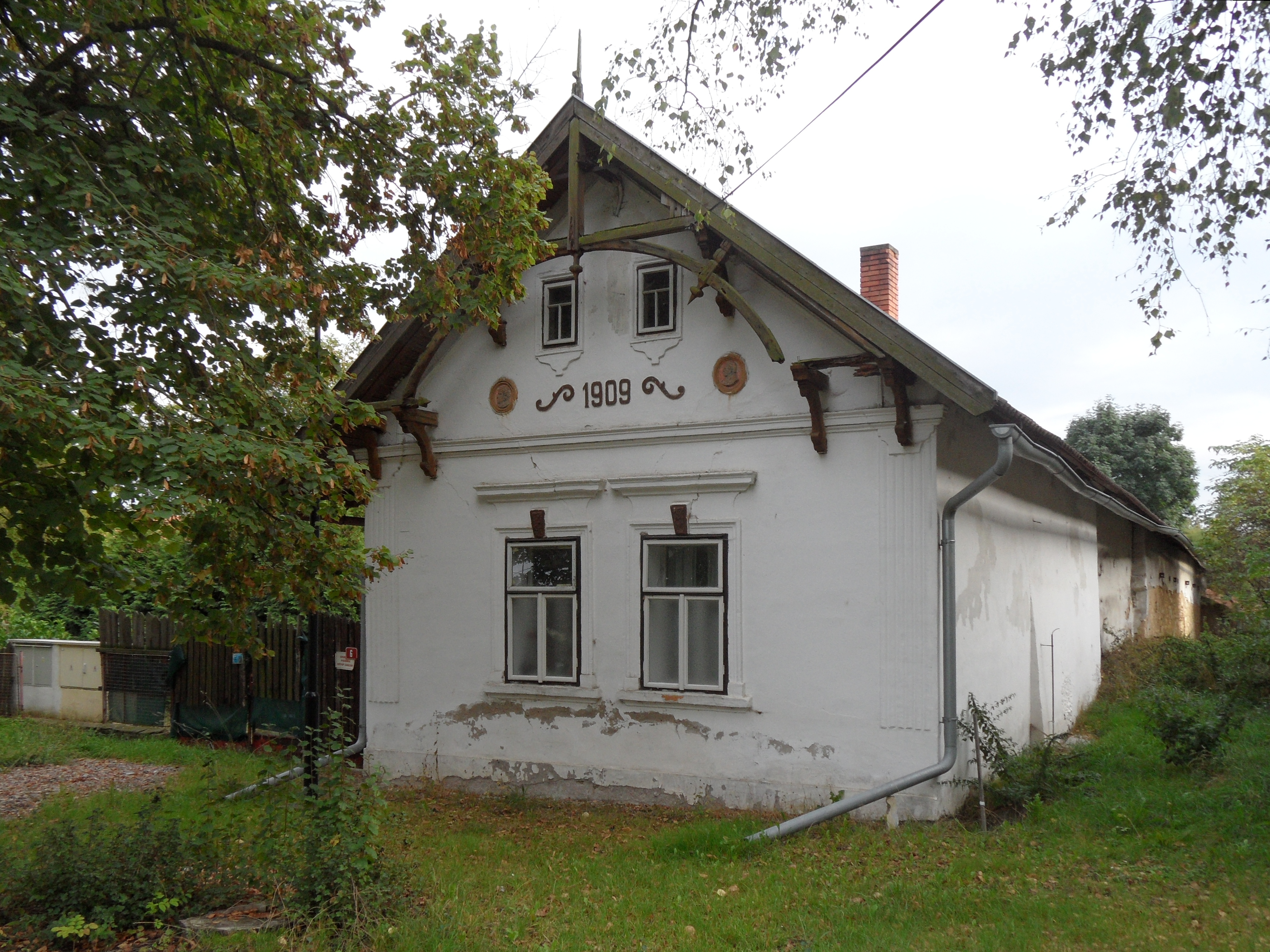
Chalupa čp. 5
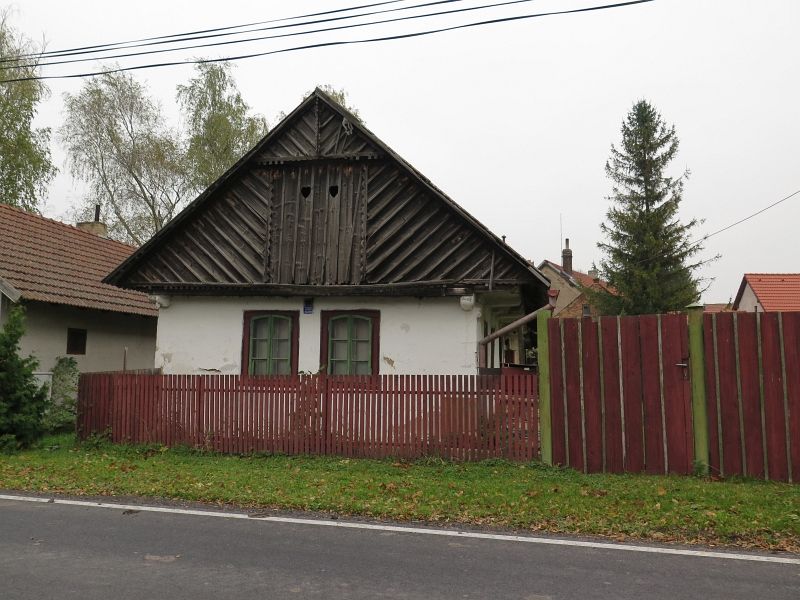
Památkově chráněná chalupa čp. 16
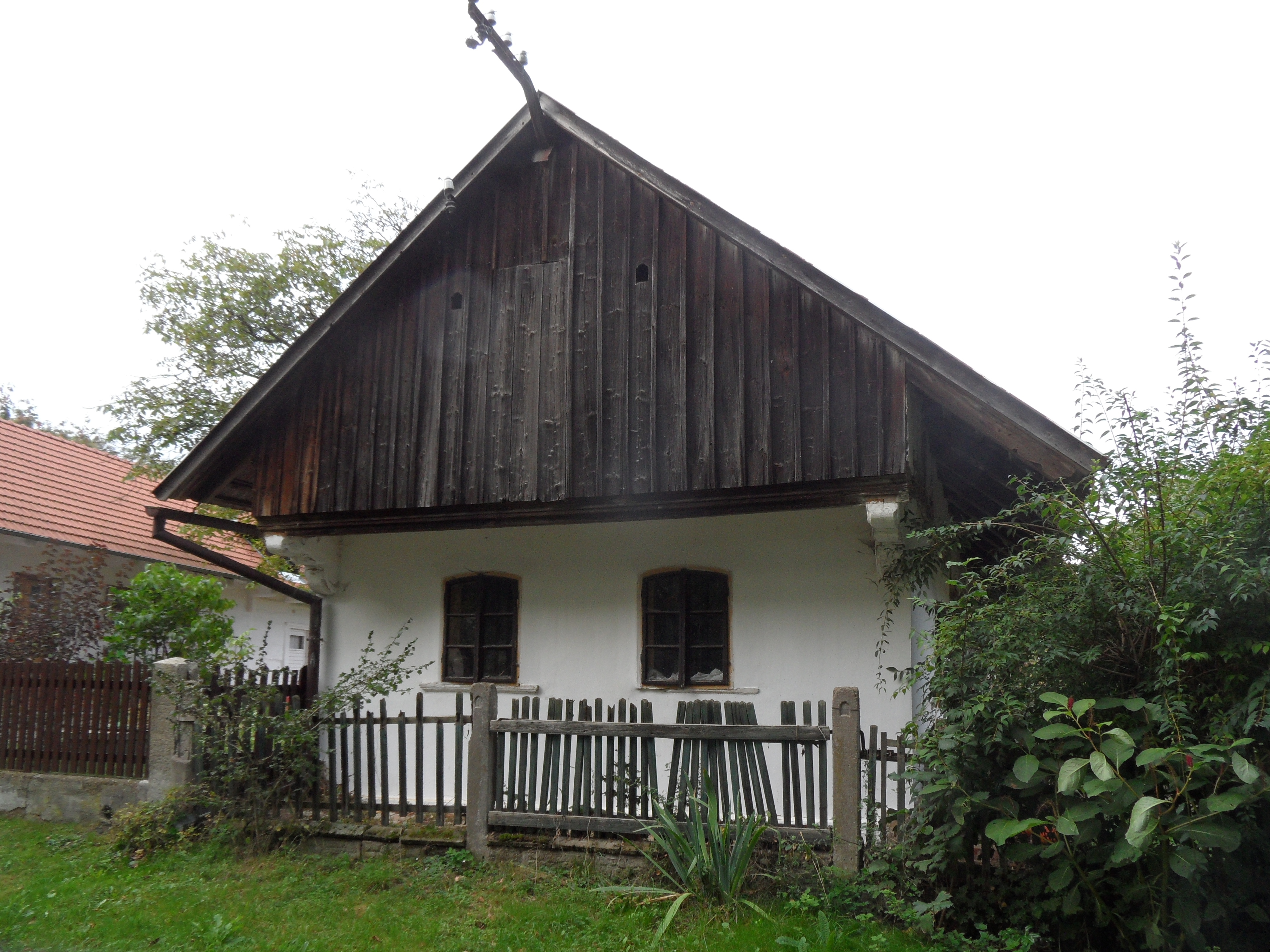
Památkově chráněná chalupa čp. 35
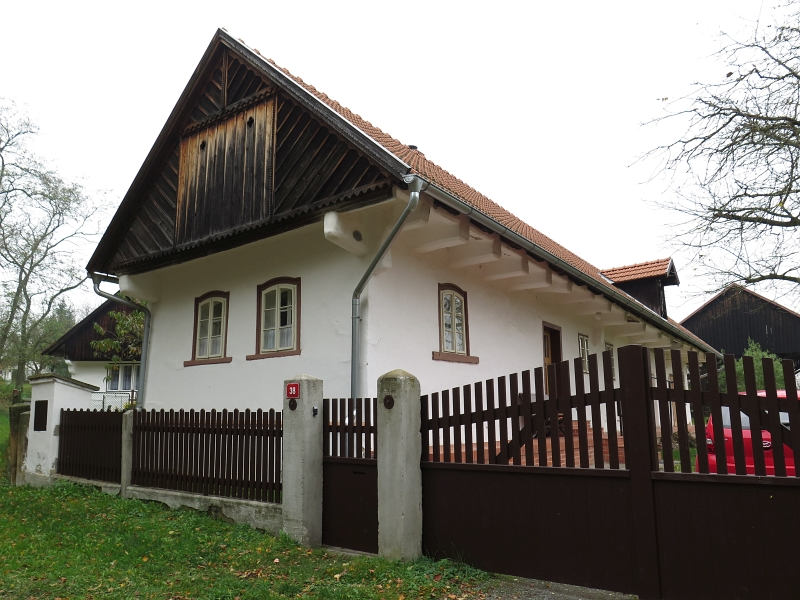
Památkově chráněná chalupa čp. 38
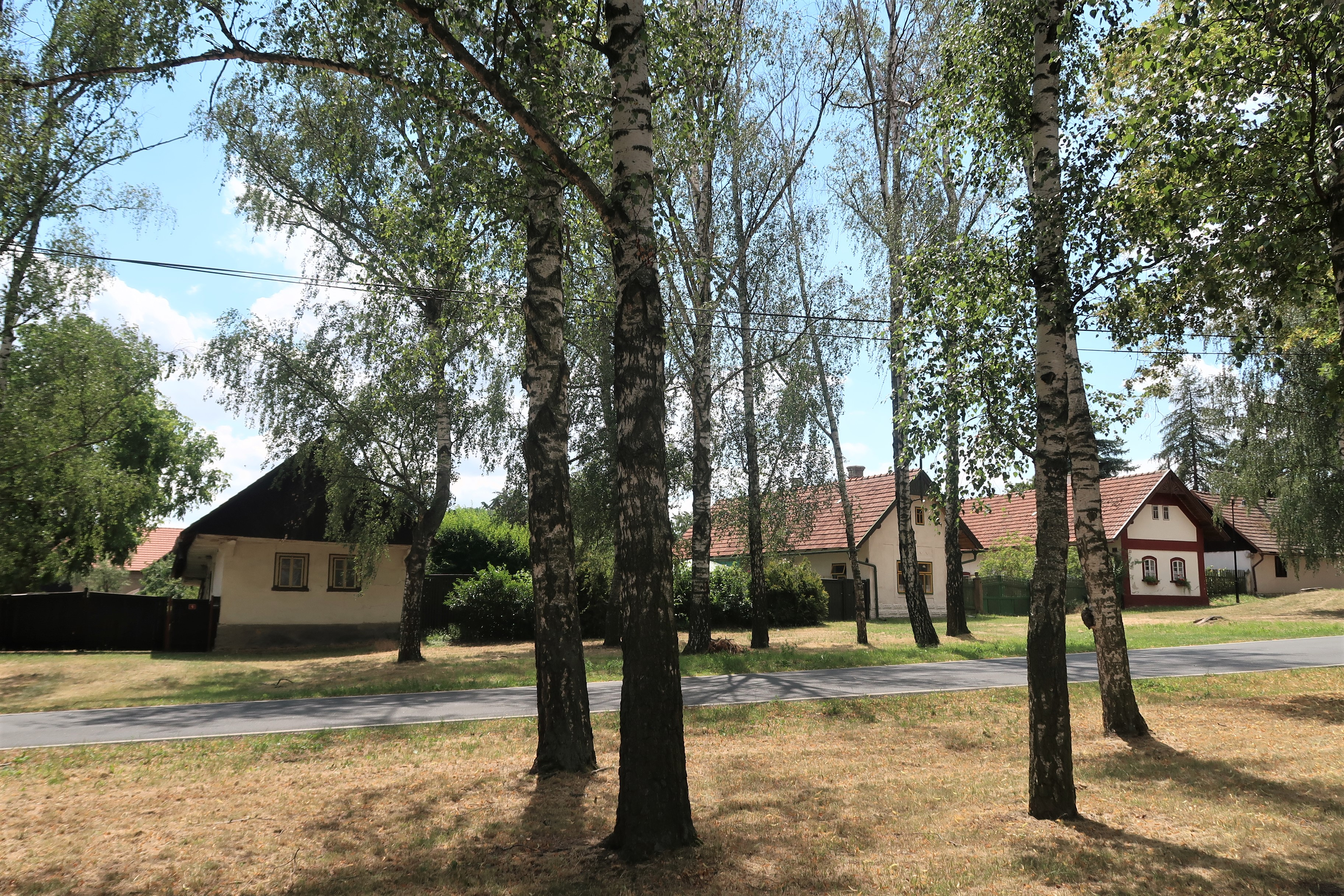
Jižní strana návsi v Bošíně
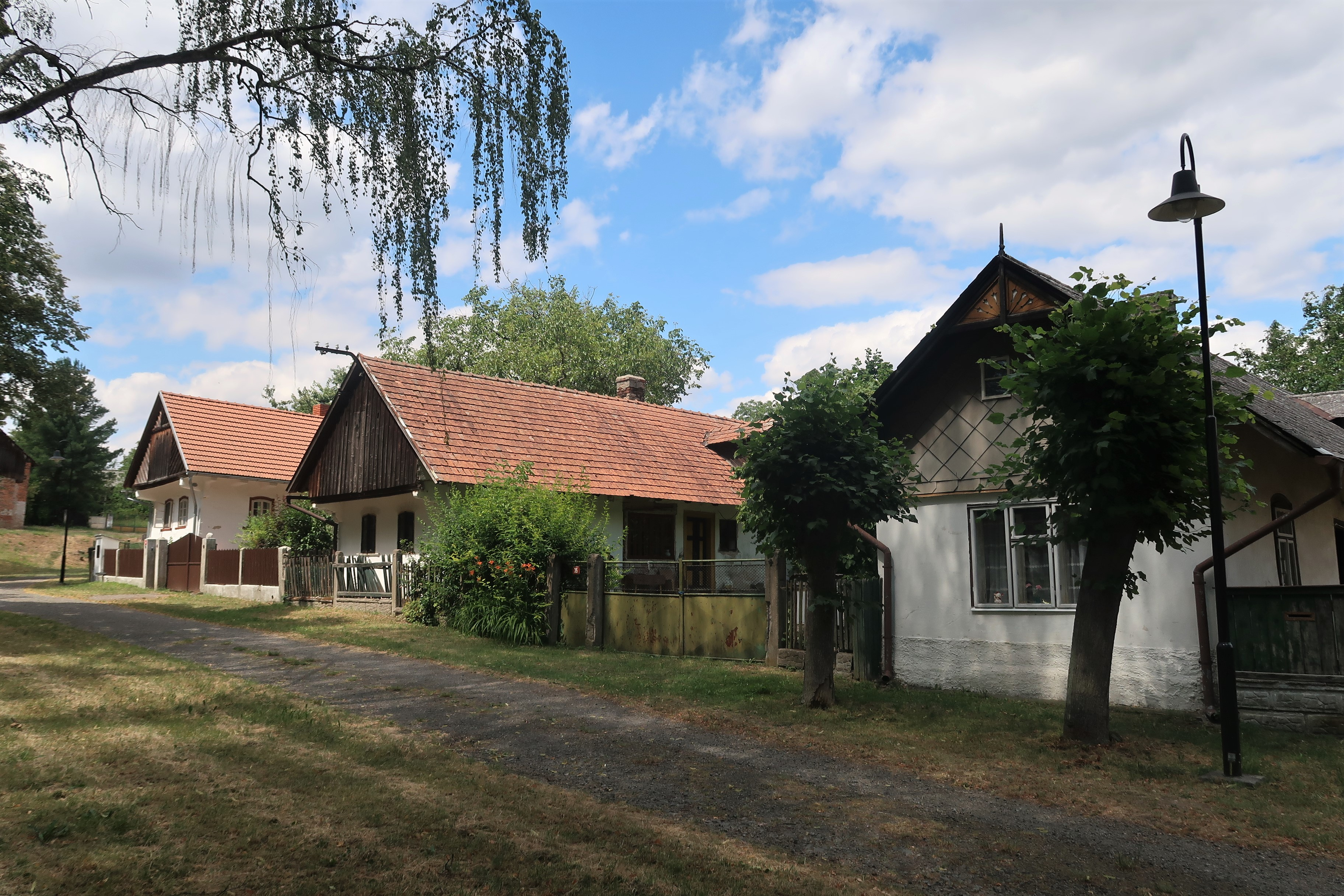
Severní strana návsi v Bošíně
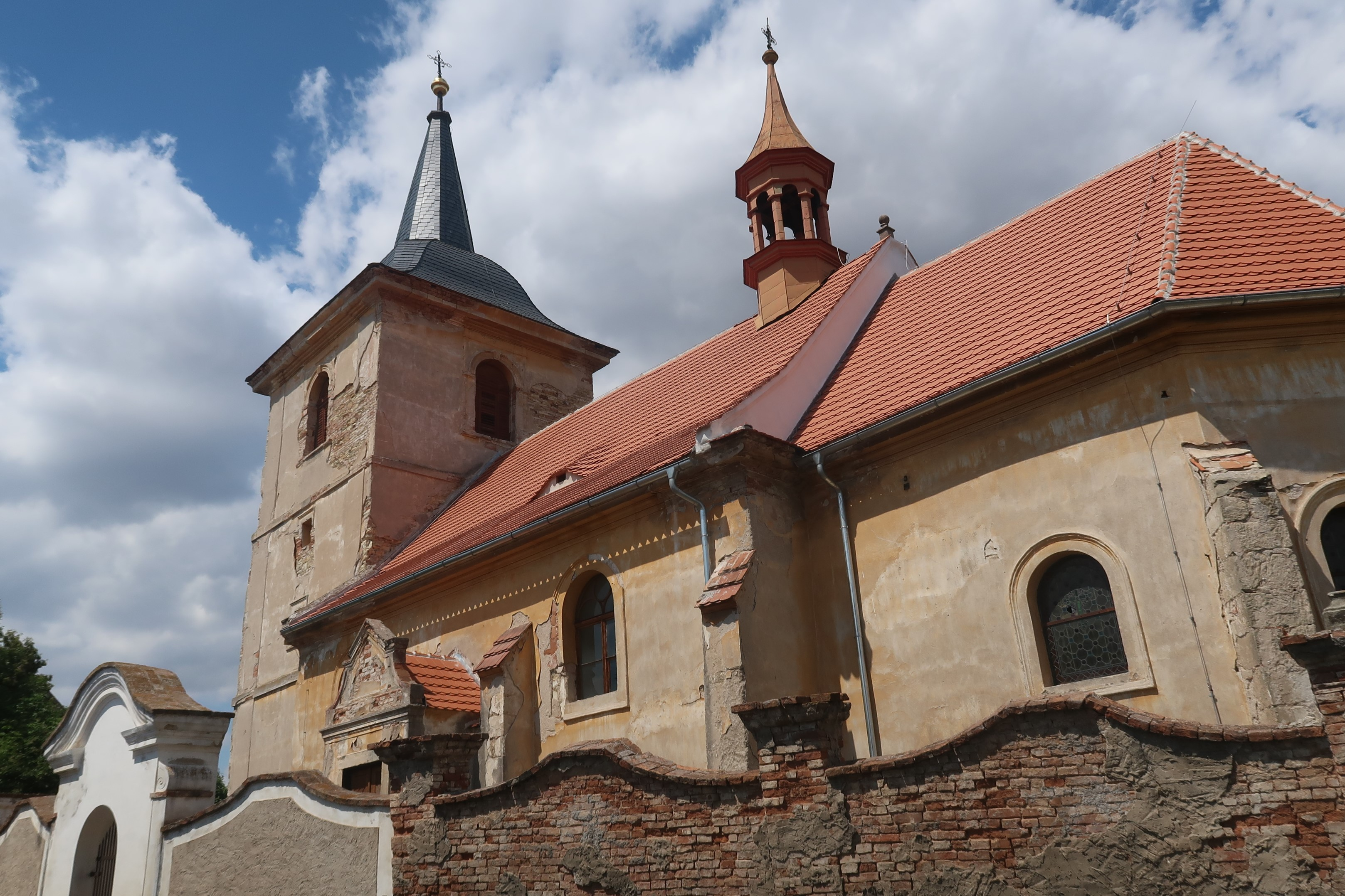
Kostel Nanebevzetí Panny Marie
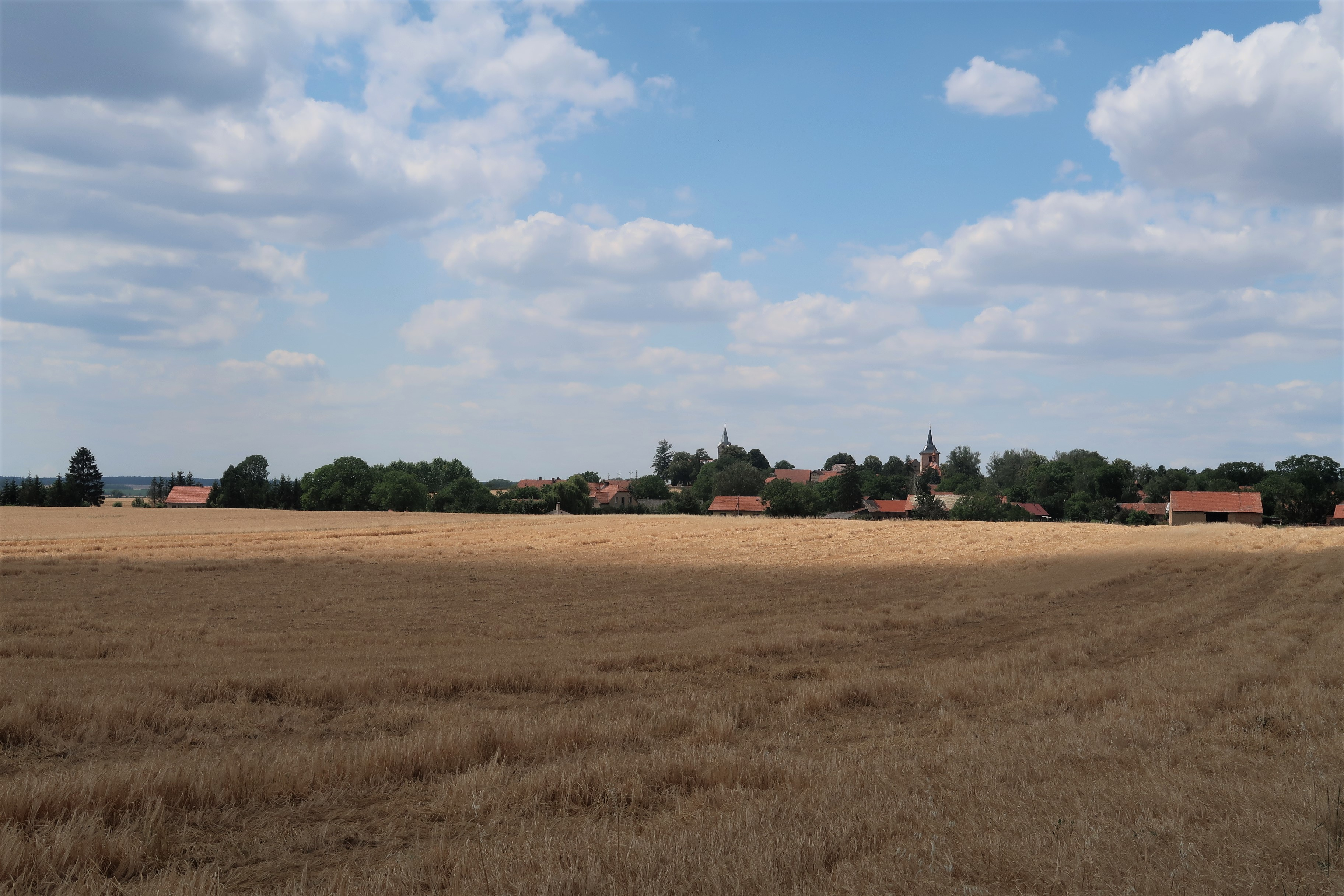
Pohled na Bošín ze silnice do Křince
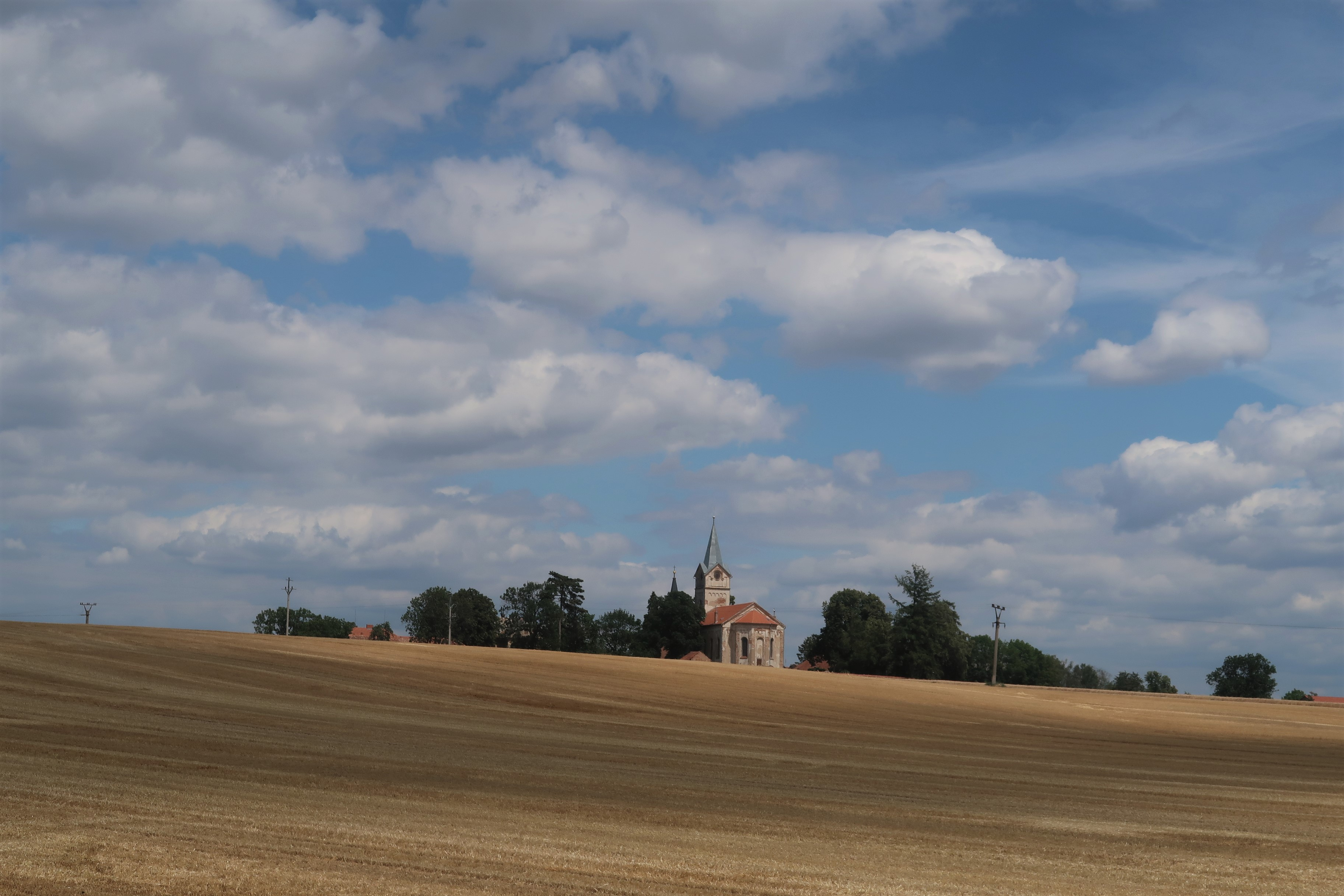
Evangelický kostel pohledem ze silnice od Mečíře